# More Than Just a Namе
More Than Just a Namе је дванаести студијски албум израелског психоделичног тренс дуа Infected Mushroom. Објављен је 23. марта 2020. за канадску издавачку кућу Monstercat. Пjесме: "Ani Mevushal", "Freedom Bill" и "Only Solutions" на албуму објављене су као синглови и као дио мини албума.
Омот албума је омаж на претходне радове групе. Илустрација приказује научнике у лабораторији који посматрају "експерименталних капсуле" са разним створењима која су се појављивала на насловницама бројних мини-албума, синглова и албума ове групе у прошлости: на лијевој страни се појављује лик из сингла "Ani Mevushal", до њега је лик јежа са компилације "Friends on Mushrooms", потом лик који се појавио на насловној страни албума "The Gathering", и на крају лик са насловнице албума "IM The Supervisor". Заједно са Bliss (Џонатан Марков) направили су пјесму "Ani Mevushal", а у заједничком наступу су објаснили да је реч о хебрејском изразу "I am cooked" што је сленг за некога ко се дрогирао. У сарадњи са Астриксом (Ави Шамаилов) урађен је ремикс на пјесму "Symphonatic" која је настала 2000 године. 

## Списак пјесама
1. More of Just the Same - 07:08 (у сарадњи са WHITENO1SE)
2. Only Solutions - 05:20
3. Ani Mevushal - 08:51 (у сарадњи са Bliss (Џонатан Марков))
4. Symphonatic - 08:26 (Infected Mushroom и Astrix Remix)
5. No Line in MIDI - 06:59
6. Splicon - 06:23
7. Freedom Bill - 06:12 (у сарадњи саFreedom Fighters, Mr. Bill)
8. Infected Megamix - 07:49 (у сарадњи са SpaceNoiZe, Vertical Mode)